# Steve Breitkreuz
Steve Breitkreuz (Berlino, 18 gennaio 1992) è un calciatore tedesco, difensore del Bayern Monaco II.